# Lovro Mihačević
Lovro Mihačević (Kreševo, 1856. július 23. – ?, 1920. november 25.) boszniai horvát római katolikus pap, író, költő, albanológus. Gyermekkorában ferencesek nevelték, majd Esztergomban 1880-ban befejezett tanulmányait követően a rend szerzetese lett. 1906 augusztusában rendje Albániába küldte, ahol az akkor alapított shkodrai ferences rendtartomány első főnöke lett, valamint a troshani és shkodrai ferences szemináriumokban oktatott. A diákokat az anyanyelv és az irodalom szeretetére nevelte, különösen nagy hatással volt egyik tanítványára, a később az albánok nemzeti költőjévé váló Gjergj Fishtára.
Folyékonyan megtanult albánul, néprajzi és történelmi megfigyeléseket végzett Észak-Albánia vidékein. Hazatérését követően tapasztalatait összegezve kiadta Po Albaniji: Dojmovi s puta (’Albánián át: Úti megfigyelések’) (1911) és Albanski problem i Srbija i Austro-Ugarska (’Az albánkérdés, Szerbia és az Osztrák–Magyar Monarchia’) (1913) című műveit.

## Fordítás
- Ez a szócikk részben vagy egészben  a   Lovro Mihačević című angol Wikipédia-szócikk ezen változatának fordításán alapul.  Az eredeti cikk szerkesztőit annak laptörténete sorolja fel. Ez a jelzés csupán a megfogalmazás eredetét és a szerzői jogokat jelzi, nem szolgál a cikkben szereplő információk forrásmegjelöléseként.